# Villiers-Vineux
Villiers-Vineux település Franciaországban, Yonne megyében. Lakosainak száma 282 fő (2022. január 1.). Villiers-Vineux Percey, Carisey, Flogny-la-Chapelle, Jaulges, Méré és Varennes községekkel határos.

## Népesség
A település népessége az elmúlt években az alábbi módon változott:
| Lakosok száma | 320  | 308  | 299  | 282  | 280  | 275  | 270  | 276  | 282  |
|               | 2013 | 2015 | 2016 | 2017 | 2018 | 2019 | 2020 | 2021 | 2022 |